# Volkswagen Corrado
O Volkswagen Corrado foi o modelo esportivo da Volkswagen, tendo sido produzido entre 1988 e 1995. Criado para substituir o Volkswagen Scirocco, seu monobloco foi feito pela Karmann Coachworks, a mesma que criou o Volkswagen Karmann-Ghia, seu design tem semelhanças com a do Volkswagen Passat apresentado em 1988, mas tinha como base o Volkswagen Golf MK2, cujo coeficiente aerodinâmico é de Cx 0,32. O modelo ainda tinha um aerofólio automático que erguia acima de 70 km/h, saindo de linha em 1994 com uma edição limitada chamada “Storm”, com 500 unidades produzidas. Ao todo foram produzidas 97.521 unidades do Corrado.

## Motores[1]

### 1.8L
quatro cilindros de 1.8L com opção de 16 valvulas que rendia 136 CV e torque de 17,1 m.Kg f. 

### 2.0L 16V
a versão 16V vira um quatro cilindros de 2.0L em 1993, mesma potencia e novo torque de 18,3 m.kgf

### versão G60
tinha um compressor em forma de caracol com rendimento de 160 cv e 22,9 m.kgf
com velocidade máxima de 225KM

### VR6 ou SLC (EUA)
chega em 1992, com um bloco em V com 2,8L e 178 CV e torque de 24,5 m.kgf que empurrava a 225 km, nos EUA era chamado de SLC

### VR6 Storm
VR6 edição limitada Storm com 190 cv e 25 m.kgf

## Versões canceladas
O Corrado ao longo dos seus 7 anos de vida teve outras versões cogitadas porem canceladas.

### Corrado shooting brake
Em 1989 a Volkswagen chegou a encomenda  2 protótipos a Marold Automobil com carroceria shooting brake, eram show cars cogitadas para serem fabricadas 200 unidades para o mercado europeu, porem foram cancelados.

### Conversível
A Karmann chegou a desenvolver uma versão Conversível, porem foi cancelada.